# Biến chứng
Biến chứng, trong y học, hoặc biến chứng y khoa là một sự tiến triển không thuận lợi hoặc hậu quả của một bệnh, một tình trạng sức khỏe hoặc một liệu pháp. Bệnh có thể trở nên tồi tệ hơn về mức độ nghiêm trọng của nó hoặc cho thấy số lượng dấu hiệu, triệu chứng cao hơn, cũng như những thay đổi bệnh lý mới, trở nên phổ biến khắp cơ thể hoặc ảnh hưởng đến các hệ cơ quan khác. Một căn bệnh mới cũng có thể xuất hiện như một biến chứng của một căn bệnh hiện có trước đó. Việc điều trị y tế, chẳng hạn như thuốc hoặc phẫu thuật có thể tạo ra tác dụng bất lợi hoặc tự tạo ra vấn đề sức khỏe mới. Do đó, một biến chứng có thể là iatrogenic (nghĩa là được bác sĩ tạo ra).
Kiến thức y tế về bệnh, thủ tục hoặc điều trị thường bao gồm một danh sách các biến chứng phổ biến nhất, để chúng có thể được thấy trước, ngăn ngừa hoặc nhận ra dễ dàng và nhanh chóng hơn.
Tùy thuộc vào mức độ tổn thương, tính nhạy cảm, tuổi tác, tình trạng sức khỏe, tình trạng hệ thống miễn dịch, vv các biến chứng có thể phát sinh dễ dàng hơn. Biến chứng ảnh hưởng xấu đến tiên lượng của bệnh. Các thủ tục y tế không xâm lấn và xâm lấn tối thiểu thường có ít các biến chứng hơn so với các thủ thuật xâm lấn.
Các rối loạn đồng thời nhưng không gây ra bởi các rối loạn khác là bệnh đi kèm. Việc phân chia khái niệm này đôi khi bị làm mờ bởi sự phức tạp của quan hệ nhân quả hoặc thiếu thông tin xác định về nó. Các thuật ngữ di chứng và biến chứng thường đồng nghĩa, mặc dù biến chứng bao hàm rằng tình trạng kết quả làm phức tạp việc quản lý tình trạng của bệnh (làm cho nó phức tạp hơn và đầy thử thách hơn).